# Mordechai Rachamim

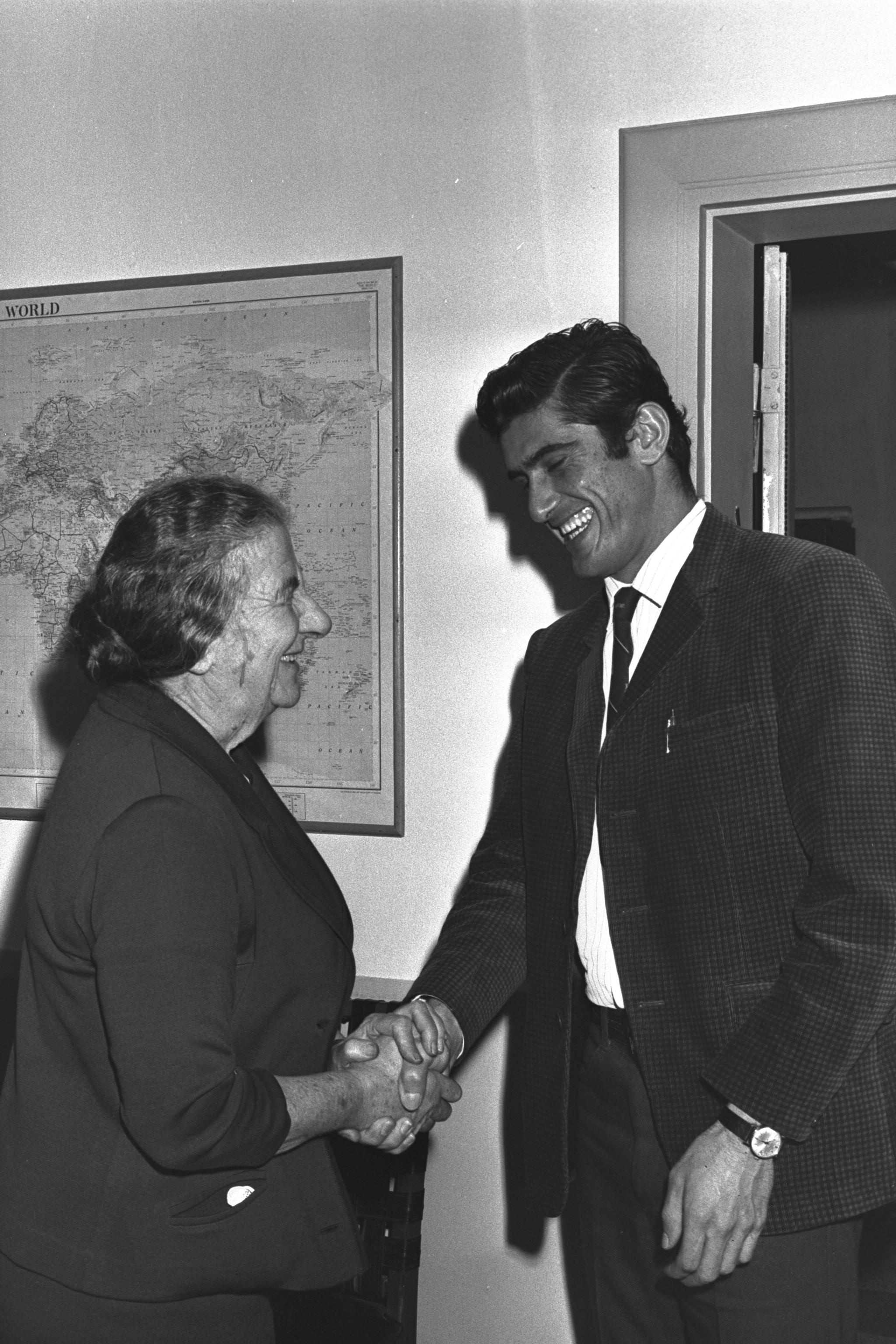
Golda Meir und Mordechai Rachamim (1969)

Mordechai Rachamim (hebräisch מרדכי רחמים; * 1. April 1946 im Irak) ist ein israelischer Flugsicherheitsbegleiter, der beim Attentat in Kloten vom 18. Februar 1969 den Attentäter Abdel Mohsen Hassan von der Volksfront zur Befreiung Palästinas erschoss. In einem spektakulären Prozess vor dem Geschworenengericht in Winterthur wurde er freigesprochen.
Rachamim wurde in Israel zum Fallschirmjäger-Sergeant ausgebildet. Während des Prozesses wurde er von Georges Brunschvig verteidigt. Nach vierwöchiger Untersuchungshaft wurde Rachamim unter der Bedingung einer Garantieerklärung des Staates Israel, das Ehrenwort des Angeschuldigten, er werde sich jederzeit den schweizerischen Behörden wieder zur Verfügung stellen, und die Leistung einer Kaution in der Höhe von 100'000 Schweizer Franken (damals ca. 93'000 Deutsche Mark) von den Schweizer Behörden freigelassen. Nach seiner Rückkehr wurde Rachamim in Jerusalem heldenähnlich empfangen, und Ministerpräsidentin Golda Meir ernannte ihn zu ihrem persönlichen Sicherheitsbeamten. Der Fall wurde in arabischen Ländern als Skandal beschrieben und belastete die diplomatischen Beziehungen mit der Schweiz.

## Dokumentationen
- Fritz Muri: Als die Schweiz den Atem anhielt: Im Fadenkreuz des Terrors. (Memento vom 4. Januar 2014 im Internet Archive) In: DOK, Schweizer Fernsehen vom 2. August 2011; (Online-Video, 37 Minuten)